# Eunika
Eunika – imię żeńskie pochodzenia greckiego, składające się ze słów eu „dobrze” i níke „zwycięstwo”. Imię rozsławił Henryk Sienkiewicz, który nadał je w powieści Quo vadis Eunice, ukochanej Petroniusza.
Imię występuje również w Biblii. Nosiła je matka Tymoteusza, wzmiankowana w 2. Liście do Tymoteusza (2 Tm 1, 5).
W Polsce imię rzadkie. W styczniu 2025 r. w rejestrze PESEL, wśród publicznie dostępnych danych dotyczących osób żyjących, wykazano 643 kobiety o imieniu Eunika nadanym jako imię pierwsze.
Eunika imieniny obchodzi 24 lutego, jako wspomnienie św. Euniki z Lystry.

## Imię Eunika w innych językach[4]
- łacina – Eunice
- angielski – Eunice
- czeski – Eunika
- francuski – Eunice
- hiszpański – Eunice
- niemieckl – Eunica, Eunice, Eunike
- rosyjski – Evnika
- słowacki – Eunika
- słoweński – Evnika
- węgierski – Eunikė
- włoski – Eunice

## Kobiety o imieniu Eunika
- Eunice Barber – francuska lekkoatletka.
- Eunice Jepkorir – kenijska lekkoatletka, biegaczka długodystansowa, wicemistrzyni igrzysk olimpijskich 2008 z Pekinu,
- Eunice Sanborn – amerykańska ponadstulatka,
- Nina Simone – właściwie Eunice Waymon.